# Граф Коттенем
Граф Коттенем из Коттенема в Кембриджшире (англ. Earl of Cottenham) — наследственный титул в системе Пэрства Соединённого королевства.

## История
Титул графа Коттенема был создан 11 июня 1850 года для известного адвоката и члена партии вигов Чарльза Пеписа, 1-го барона Коттенема (1781—1851). Он дважды занимал должность лорда-канцлера Великобритании (1836—1841, 1846—1850). В 1836 году для Чарльза Пеписа был создан титул барона Коттенема из Коттенема в графстве Кембриджшир. Вместе с графским титулом в 1850 году он получил титул виконта Кроухерста из Кроухерста в графстве Суррей. Все эти титулы принадлежат к Пэрству Соединённого королевства.
Титул учтивости старшего сына и наследника графа Коттенема — «Виконт Кроухерст».
В 1845 году лорд Коттенем стал преемником своего старшего брата Уильяма Пеписа (1778—1845) в качестве 3-го баронета из Лондона. В 1849 году после смерти своего кузена Генри Лесли (1783—1849) Чарльз Пепис унаследовал титул 4-го баронета из Джунипер Хилла.
Титул баронета из Лондона в системе Баронетства Соединённого королевства был создан в 1801 году для Уильяма Пеписа (1740—1825), мастера канцелярии, отца 1-го графа Коттенема. Титул баронета из Джунипер Хилл в графстве Суррей был создан в 1784 году для Лукаса Пеписа (1742—1830).
По состоянию на 2025 год, обладателем графского титула являлся Марк Джон Генри Пепис, 9-й граф Коттенем (род. 1983), прямой потомок 1-го графа Коттенема, сменивший своего отца в 2000 году.
Графский титул происходит от названия деревни Коттенем в графстве Кембриджшир, где родился Джон Пепис, предок 1-го графа Коттенема, и двоюродный дед Сэмюэла Пипса (1633—1703). Другой член семьи Пепис — Генри Пепис (1783—1860), епископ Содора и Мэна (1840—1841) и епископ Вустера (1841—1860), третий сын сэра Уильяма Пеписа, 1-го баронета (1740—1825) и младший брат 1-го графа Коттенема.

## Баронеты Пепис из Лондона (1801)
- 1801—1825: Сэр Уильям Пепис, 1-й баронет (1 января 1740 — 2 июня 1825), сын Уильяма Пеписа (1698—1743) от первого брака;
- 1825—1845: Сэр Уильям Уэллер Пепис, 2-й баронет (4 мая 1778 — 5 октября 1845), старший сын предыдущего;
- 1845—1851: Сэр Чарльз Пепис, 3-й баронет (29 апреля 1781 — 29 апреля 1851), младший брат предыдущего, барон Коттенем с 1833 года и граф Коттенем с 1850 года.

## Графы Коттенем (1850)
- 1850—1851: Чарльз Кристофер Пепис, 1-й граф Коттенем (29 апреля 1781 — 29 апреля 1851), второй сын сэра Уильяма Пеписа, 1-го баронета;
- 1851—1863: Чарльз Эдвард Пепис, 2-й граф Коттенем (30 апреля 1824 — 18 февраля 1863), старший сын предыдущего;
- 1863—1881: Уильям Джон Пепис, 3-й граф Коттенем (15 августа 1825 — 20 января 1881), младший брат предыдущего;
- 1881—1919: Кенелм Чарльз Эдвард Пепис, 4-й граф Коттенем (18 мая 1874 — 22 апреля 1919), старший сын предыдущего;
- 1919—1922: Кенелм Чарльз Фрэнсис Пепис, 5-й граф Коттенем (13 мая 1901 — 29 декабря 1922), старший сын предыдущего;
- 1922—1943: Марк Эверард Пепис, 6-й граф Коттенем (29 мая 1903 — 19 июля 1943), автогонщик, второй сын 4-го графа Котнэма;
- 1943—1968: Джон Дигби Томас Пепис, 7-й граф Коттенем (14 июня 1907 — 12 мая 1968), младший (третий) сын 4-го графа Котнэма;
- 1968—2000: Kенелм Чарльз Эверард Дигби Пепис, 8-й граф Коттенем (27 ноября 1948 — 20 октября 2000), игрок в крикет, единственный сын предыдущего;
- 2000 — настоящее время: Марк Джон Генри Пепис, 9-й граф Коттенем (род. 11 октября 1983), старший сын предыдущего;
  - Наследник: Чарли Томас Кроухерст Пепис, виконт Кроухерст (род. 20 августа 2020), сын предыдущего;
    - Наследник наследника: достопочтенный Сэм Ричард Пепис (род. 26 апреля 1986), младший брат 9-го графа.

## Баронеты Пепис из Джунипер Хилл (1784)
- 1784—1830: Сэр Лукас Пепис, 1-й баронет (24 мая 1742 — 17 июня 1830), единственный сын Уильяма Пеписа (1698—1743) от второго брака, сводный брат Уильяма Пипса, 1-го баронета из Лондона;
- 1830—1833: Сэр Чарльз Лесли, 2-й баронет (28 сентября 1774 — 4 февраля 1833), старший сын предыдущего;
- 1833—1849: Сэр Генри Лесли, 3-й баронет (21 сентября 1783 — 8 июля 1849), младший брат предыдущего;
- 1849—1851: Чарльз Пепис, 1-й барон Коттенем, 4-й баронет (29 апреля 1781 — 29 апреля 1851), второй сын сэра Уильяма Пеписа, 1-го баронета.

Все дальнейшие баронеты являлись графами Коттенем.